# Ralph Regula
Ralph Straus Regula, född 3 december 1924 i Beach City, Ohio, död 19 juli 2017 i Bethlehem Township i Stark County, Ohio, var en amerikansk republikansk politiker. Han representerade delstaten Ohios sextonde distrikt i USA:s representanthus 1973-2009.
Regula tjänstgjorde i USA:s flotta 1944-1946. Han utexaminerades 1948 från Mount Union College. Han avlade 1952 juristexamen vid William McKinley School of Law.
Kongressledamoten Frank T. Bow avled i ämbetet i november 1972. Regula tillträdde som kongressledamot i januari 1973. Han bestämde sig för att inte kandidera till omval i kongressvalet i USA 2008 efter 18 mandatperioder i representanthuset. Regula efterträddes som kongressledamot av demokraten John Boccieri.